# Anna Zatonskih
Anna Zatonskih (ukr. Анна Затонських; ur. 17 lipca 1978 w Mariupolu) – amerykańska szachistka pochodzenia ukraińskiego, arcymistrzyni od 1999, posiadaczka męskiego tytułu mistrza międzynarodowego od 2004 roku.

## Kariera szachowa
Na arenie międzynarodowej pojawiła się po rozpadzie Związku Radzieckiego. W 1994 zdobyła w Segedynie brązowy medal mistrzostw świata juniorek do 16 lat. W tym samym roku zwyciężyła w kołowym turnieju w Bukareszcie. W 1996 zajęła II m. w Jałcie (za Tatianą Miełamied), natomiast w 1998  dwukrotnie zajęła I m. w turniejach rozegranych w Bukareszcie. W tym okresie należała już do ścisłej czołówki ukraińskich szachistek. W następnym roku odniosła duży sukces, zwyciężając w turnieju strefowym w Ałuszcie i zdobywając awans do pucharowego turnieju o mistrzostw świata, który rozegrany został w 2000 w New Delhi (w I rundzie tego turnieju przegrała z Maritzą Arribas Robainą). W 2001 po raz drugi w karierze awansowała do turnieju o mistrzostwo świata, w I rundzie pokonując Li Ruofan, ale w II ulegając Nino Churcidze. W 2001 i 2002 dwukrotnie zdobyła tytuły indywidualnej mistrzyni Ukrainy.
W 2002 przeprowadziła się do Stanów Zjednoczonych i od 2003 na arenie międzynarodowej reprezentuje barwy tego kraju. Pod koniec 2002 podzieliła III m. (za Johnem Donaldsonem i Aleksandrem Oniszczukiem, wspólnie z m.in. Igorem Nowikowem i Jurijem Szulmanem) w otwartym turnieju w Lindsborgu. W 2005 zwyciężyła w turnieju szachów szybkich 3 Arrows Cup w Jinan. W 2006 podzieliła I m. (wspólnie z Eleną-Luminițą Cosma i Cristiną Foișor) w Marsylii. W 2008 po raz trzeci w karierze wystąpiła w turnieju o mistrzostwo świata, w I rundzie zwyciężyła walkowerem, a w II przegrała z Tatianą Kosincewą.
W latach 2006, 2008 i 2009 i 2011 czterokrotnie zwyciężyła w finałach indywidualnych mistrzostw Stanów Zjednoczonych. W swoim dorobku posiada jeszcze trzy medale srebrne (2010, 2012, 2013) oraz trzy brązowe (2004, 2007, 2014).
Wielokrotnie reprezentowała Ukrainę i Stany Zjednoczone w rozgrywkach drużynowych, m.in.:
- ośmiokrotnie na olimpiadach szachowych (w latach 2000, 2002, 2004, 2006, 2008, 2010, 2012, 2014); trzykrotna medalistka: wspólnie z drużyną – srebrna (2004) i brązowa (2008) oraz indywidualnie – złota (2008 – na II szachownicy)[6],
- dwukrotnie na drużynowych mistrzostwach świata (w latach 2009, 2013)[7],
- dwukrotnie na drużynowych mistrzostwach Europy (w latach 1999, 2001); dwukrotna medalistka: indywidualnie – srebrna (1999 – na II szachownicy) i brązowa (1999 – za wynik rankingowy)[8].

Jest pierwszą w historii szachistką Stanów Zjednoczonych, która przekroczyła poziom 2500 punktów rankingowych. Najwyższy ranking w dotychczasowej karierze osiągnęła 1 maja 2011, z wynikiem 2537 punktów zajmowała wówczas 7. miejsce na światowej liście FIDE, jednocześnie zajmując 1. miejsce wśród amerykańskich szachistek.

## Życie prywatne
Mężem Anny Zatonskih jest czołowy niemiecki arcymistrz, Daniel Fridman (m.in. indywidualny mistrz tego kraju z 2008).